# 里奧翁多 (拉斯塔布斯區)
里奧翁多（西班牙語：Río Hondo），是巴拿馬的城鎮，位於該國中南部，由洛斯桑托斯省的拉斯塔布斯區負責管轄，面積32.2平方公里，海拔高度830米，2010年人口206，人口密度每平方公里6.4人。